# Комбайн очистной

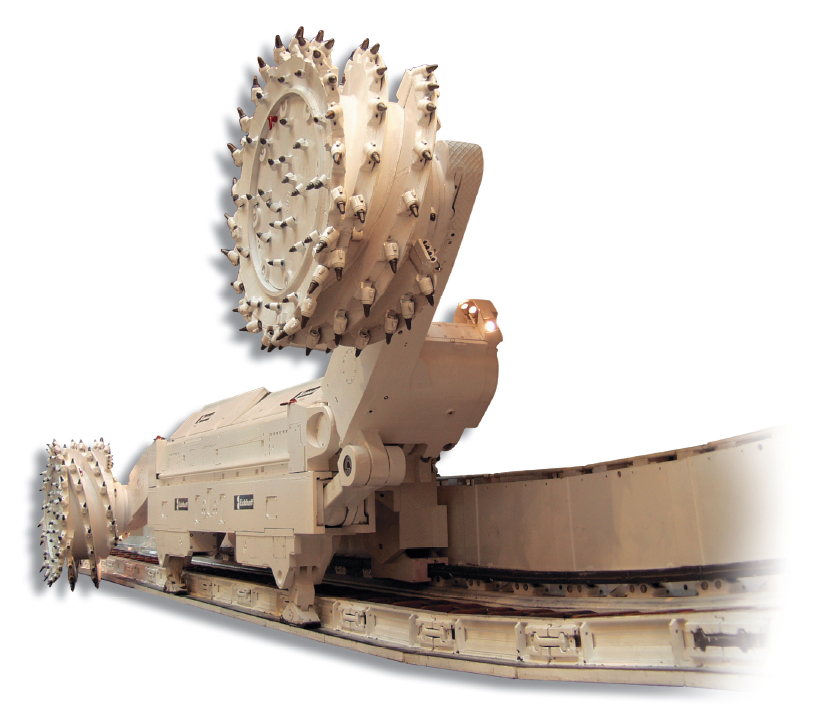
Комбайн очистной

Комбайн очистной — комбинированная горная машина, одновременно выполняющая операции по разрушению полезного ископаемого и его погрузке на конвейер, а в некоторых случаях и дроблению полезного ископаемого до транспортабельных размеров.

## Характеристики очистных комбайнов
- вынимаемая мощность — от 0,8 до 6,2 м
- угол падения — до 90°
- сопротивляемость угля резанию — до 600 кН/м
- производительность — до 52 т/мин
- величина захвата — до 1 м
- диапазон регулирования по высоте — до 6,2 м
- максимальная скорость подачи — до 20 м/мин
- максимальное тяговое усилие — до 1000 Кн
- длительная мощность — до 2,5 МВт
- масса — до 135 т

## Применение очистных комбайнов
- механическое разрушение породы
- механическое дробление породы
- механическая погрузка породы

## Составные части очистных комбайнов
- исполнительные органы
- поворотные редукторы
- основные редукторы
- электродвигатель
- опорный механизм комбайна
- механизм перемещения комбайна
- погрузочные щитки
- гидравлическая система
- система орошения для борьбы с пылью

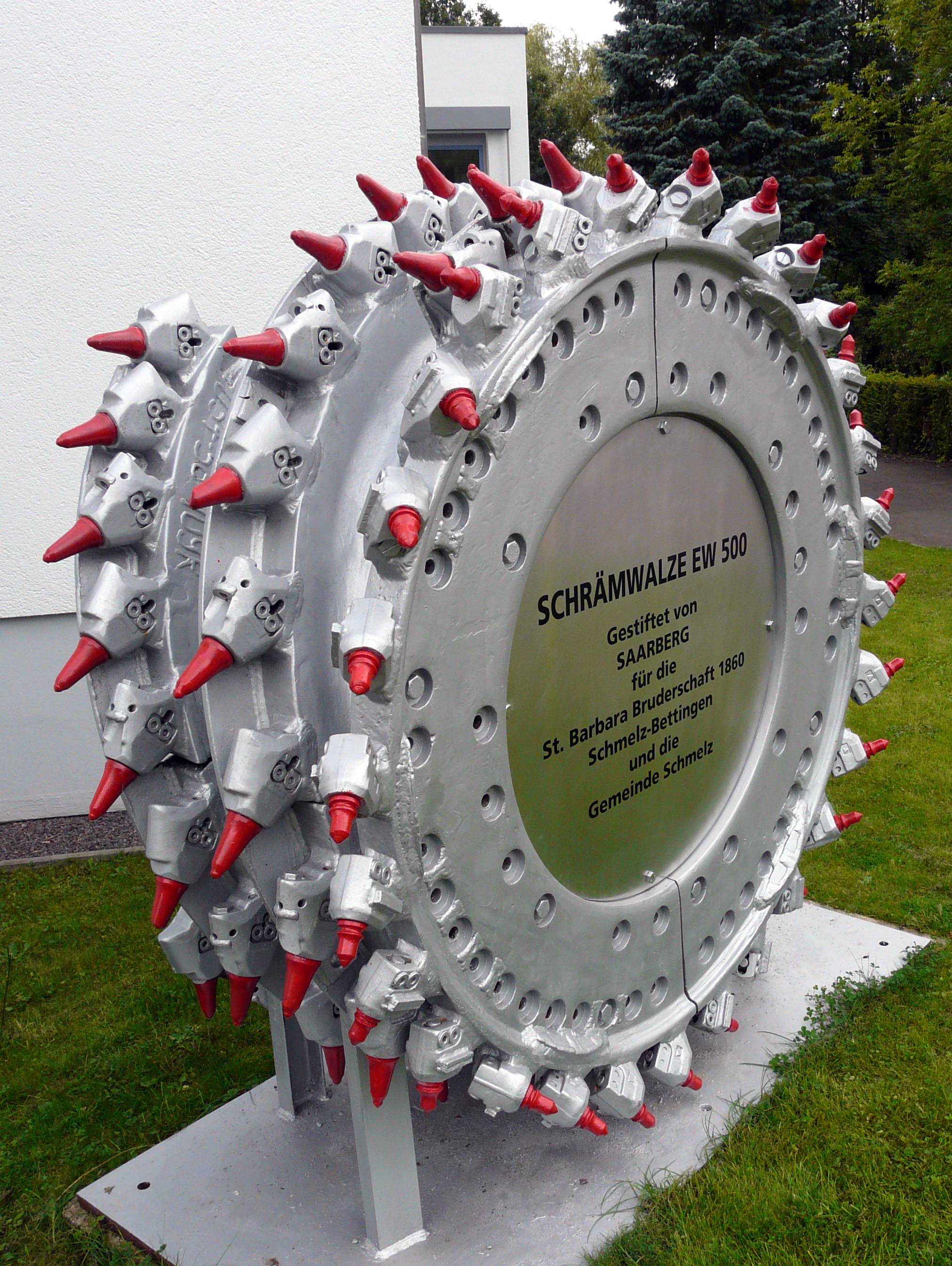
Шнек

- электрооборудование
- средства автоматизации

## Классификация очистных комбайнов
По типу исполнительного органа:
- очистные комбайны с барабанным исполнительным органом, имеющим вертикальную ось вращения;
- очистные комбайны с барабанным (шнековым) исполнительным органом, имеющим горизонтальную ось вращения.

По типу перемещения:
- очистные комбайны с жестким тяговым органом (зацепление рейка-приводная звезда);
- очистные комбайны с гибким тяговым органом (круглозвенная цепь);
- со встроенной системой подачи;
- с вынесенной системой подачи.

## Производители очистных комбайнов
- Горловский машиностроитель (монополист)
- Новокраматорский машиностроительный завод (делает комбайн УКД 200 который выпускает Горловский машиностроитель)
- Туламашзавод АК
- Опытное производство Солигорского института проблем ресурсосбережения
- Копейский машиностроительный завод
- ООО «Юргинский машзавод»
- T Machinery a.s.
- Гипроуглемаш Объединенные машиностроительные технологии
- Caterpillar
- Kopex Group
- FAMUR